# Горчица, Каролина
Каролина Горчица (пол. Karolina Gorczyca; 14 марта 1985, Билгорай) — польская актриса театра и кино.

## Биография
В 2007 году окончила Высшую государственную театральную школу в Кракове. Сниматься начала еще во время учёбы в театральной школе. Первой работой стала роль в иранском фильме «The Die of Love». Театральный дебют состоялся в пьесе «Бесы», поставленной режиссёром Кшиштофом Ясинским на сцене «Театра 100». Позже, снялась в фильме Хоровод (2007) режиссёра Ежи Штура, бывшего ректора краковской театральной школы.

## Избранная фильмография
- 2008 — Хоровод — Кася
- 2008—2014 — Время чести (телесериал) — подпольщица Виктория Рудницкая (псевдоним Руда)
- 2008 — Время тьмы — Иоанна
- 2008—2013 — Отец Матфей (телесериал) — Инка Адамус
- 2009 — Любовь на подиуме — Юлия
- 2009 — Последняя акция — Магда
- 2009—2010 — Майка (телесериал) — Клара
- 2009—2010 — В добре и в зле (телесериал)
- 2010 — Ночь жизни
- 2010 — Крылатые свиньи — Алина Яницкая
- 2010 — Качели — Каролина
- 2010 — Справедливость (телесериал)
- 2010—2011 — Из уст в уста — Лена
- 2012 — Врачи (телесериал) — Каролина
- 2012 — Отель 52 (телесериал) — Анна Маковская
- 2012 — Комиссар Блонд и Око справедливости — помощница
- 2012 — Фотография — Ева
- 2012 — Анна Герман. Тайна белого ангела — Ядвига Ковальская
- 2012—2014 — Комиссар Алекс — Ева Вилк
- 2014 — Агнешка
- 2014 — Избранный — Юстина
- 2017—2019 — Ультрафиолет (телесериал, 2017) — Илона Серафин

## Награды
- 2015 — приз «За лучшую актёрскую роль» в фильме «Агнешка» Международного кинофестиваля студенческих фильмов «Sehsüchte» в Потсдаме .